# Erik Johan De la Grange
Erik Johan De la Grange, född 27 januari 1734, död 23 oktober 1807, var en svensk militär och landshövding.

## Bana
De la Grange blev korpral vid Smålands kavalleriregemente på 1750-talet, sekundadjutant 11 september 1757, kornett 7 december samma år, löjtnant 9 maj 1763, ryttmästare 17 juni 1772. Han blev major i armén 6 juni 1777 och i regementet på 1770-talet. Han blev överstelöjtnant 30 april 1783 och överste och regementschef 28 april 1789.
Han blev generalmajor och landshövding i Jönköpings län 4 februari 1795. På begäran erhöll han avsked 19 februari 1801.

## Utmärkelser
De la Grange blev riddare av Svärdsorden 24 januari 1779.

## Familj
Erik Johan De la Grange var son till löjtnanten Johan Lorentz De la Grange och Catharina Elisabeth Leijonhielm, dotter till kaptenen Johan Leijonhielm.
Han gifte sig med Elsa Mariana Uggla, dotter till löjtnanten Göran Uggla och Catharina Christina Stierngranat.